# 한국의 패션

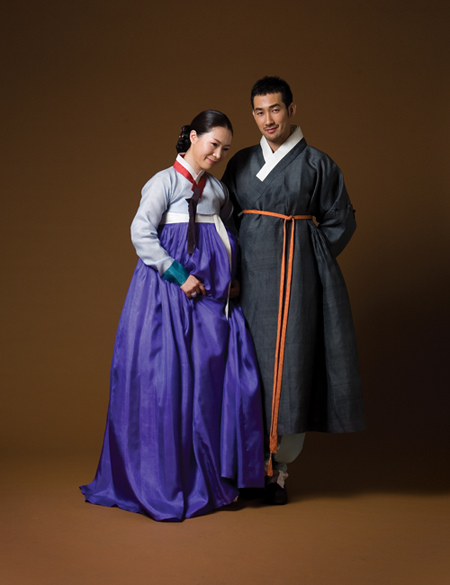
한복

지난 수십 년 동안, 대한민국의 패션은 서양 문화에서 영감을 받았던 과거부터, 대한민국의 부를 통한 영향, 한국의 소셜 미디어 활용, 그리고 국가의 고도로 발전한 경제로 변화해 왔다. 또한 한류의 급부상과 함께 현대 대중 문화의 인기로 인해 대한민국은 세계적인 패션 트렌드에서 큰 영향력을 발휘하게 되었다.
대한민국의 패션은 전 세계적인 트렌드에 영향을 미치는 독특한 스타일을 유지해왔다. 대한민국의 스타일은 표현력이 풍부하며 개성을 반영하고 있어, 이는 북한의 스타일에서는 찾아볼 수 없는 특징이라고도 할 수 있다.
또한 한류(대한민국 문화에 대한 세계적인 인정의 확산)가 패션 세계에 영향을 미칠 것으로 추정된다. 예를 들어, 한국의 일부 팝 스타들이 최근 뉴욕과 같은 대도시에서 활동하며 국제적인 장소에서의 트렌드와 스타일을 대변하고 있다는 추측이 있다. 저널리스트이자 작가인 은이 홍은 이러한 패션 현상이 곧 전 세계로 확산될 것으로 예측하고 있다.

## 역사

### 고대와 근대 전 시대

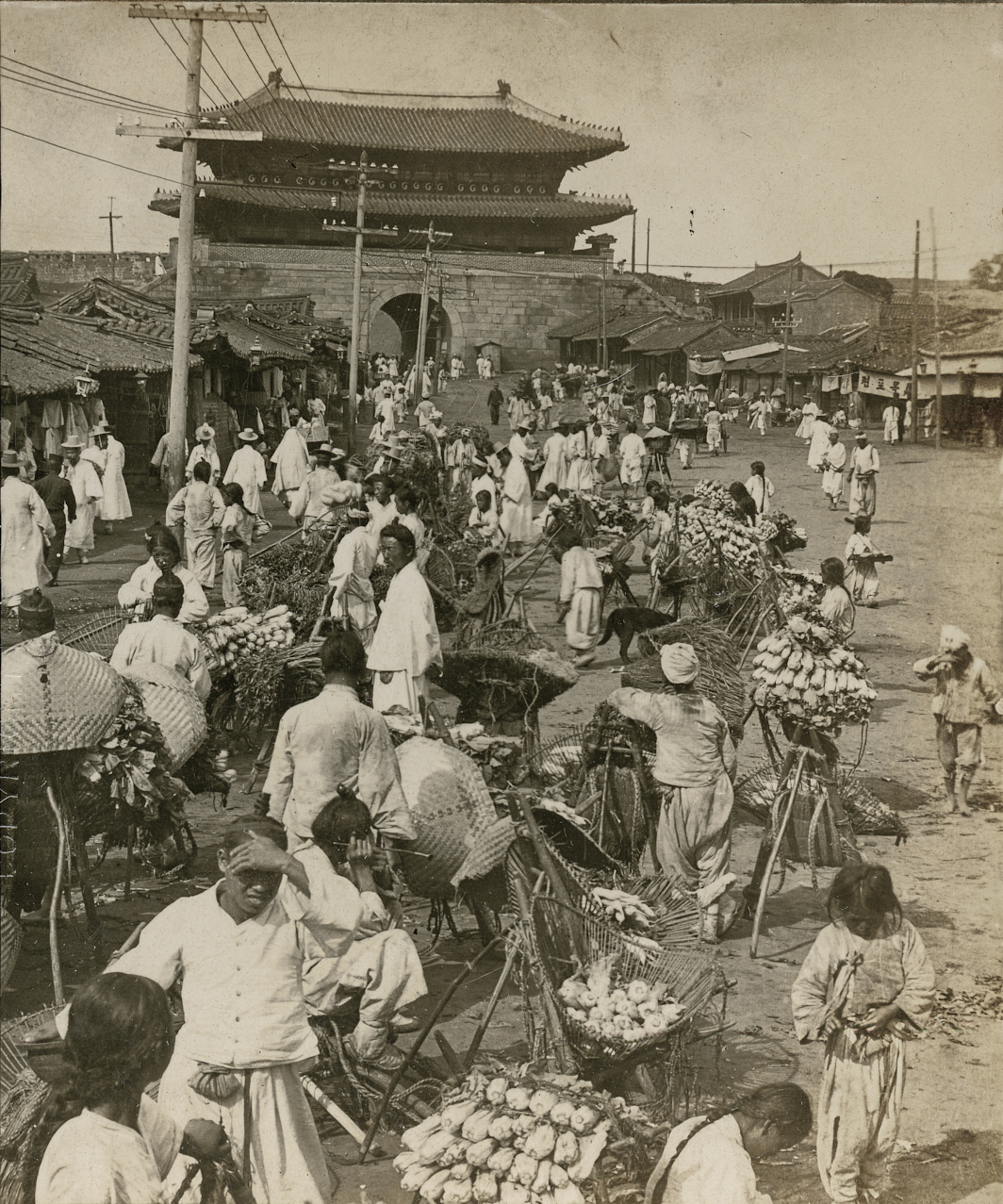
1904년 남대문시장의 전신. 대부분의 사람들은 흰색 옷을 입고 있다.

겨울 옷은 일반적으로 실큰 층 사이에 부드러운 면을 채운 실큰으로 만들어졌다. 여름에 입는 옷은 대개 봉제된 대마와 중마로 만들어졌다. 이러한 의상의 구성 요소는 전통적인 한국복인 한복의 모습과 스타일을 형성하는 데 일조했다.
수천 년 동안, 한복을 입은 한국인들은 주로 흰색 한복만 입었다; 이 전통은 삼국시대에서 비롯된 것으로 여겨진다. 한국인들에게 흰색은 전통적으로 간결함, 정직, 순수함 및 고귀함을 상징한다.

### 패션 트렌드

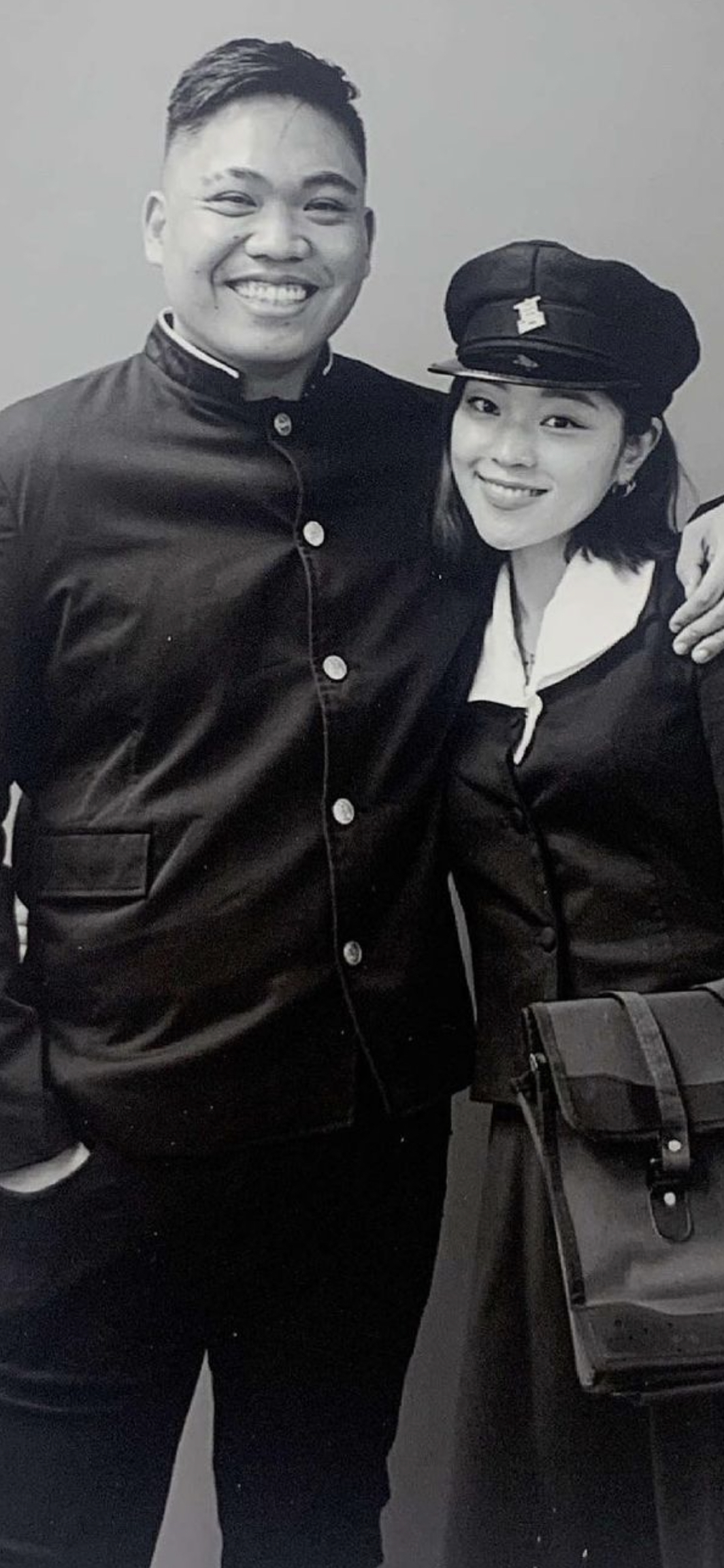
옛날 학교 교복. 왼쪽 유니폼은 가쿠란이다.

- 1950년대-60년대: 서양 의류가 한국 문화에 도입됨.

- 1970년대-80년대: Ready-made 옷 산업 발전 (공장에서 만든 옷, 옷을 걸쳐 입음).

- 1980년대-90년대: SFA 조직; 디자이너 브랜드의 인기 상승.

- 현재: 패션의 국제화; 한국 디자이너 의류의 해외 확장.[8]

"오늘날의 대한민국 패션은 서양 영향과의 얽힘으로 1800년대 후반에 시작되었다. 그 전까지는 조선시대(1392-1897) 한복이 전통적인 패션으로 자리 잡았다. 한복은 블라우스와 널부러진 바지 또는 치마로 이루어져 있었다. 여성은 정복이나 치마를 입었고, 남성은 정복과 바지를 입었다. 한복은 일상복으로서 일반적으로 풍족한 버전이 엘리트들에 의해 착용되었다. 이 시기에는 화장이 천연 물질로 만들어지고 전통적으로 간단했다. 그러나 서양인과 일본의 영향이 미치면서 1800년대 후반에는 한국의 패션과 화장이 전통적인 스타일과 요소를 잃기 시작했다."

### 패션 산업 개요
- 1917년–1919년: 섬유 산업이 개설되며, 조선 섬유 주식회사와 강성 섬유가 설립되어 노동집약적이고 비용 효율적인 노동력을 활용한 산업이 시작됨.

- 1960년: 최초의 대량 생산 기업이 나타나면서 노동집약적인 산업이 변화.

- 1970년: 여성 의류 산업 시작; 소수 디자이너들이 작은 부티크에서 여성용 레디메이드 정장을 만듦.[9]

- 1972년–1977년: 주요 기업들이 레디메이드 옷 제작에 참여 (옷의 품질 자동 증가).

- 1970년대 이후: 국민총생산(GNP) 증가와 여성의 사회적 데뷔로 다양한 여성 의류가 등장하기 시작함.

- 1980년–1982년: 컬러 TV 등장;[10] 교복과 헤어스타일 규정이 대한민국의 패션에 영향을 미침.

- 1986년–1988년: 아시안 게임과 1988년 하계 올림픽 개최로 스포츠 의류 브랜드의 발전이 촉진됨.

- 1997년: 대한민국 경제 위기로 패션 산업이 감소.[11]

- 1999년: 패션 산업 회복 (유명 브랜드와 고급 소재의 증가로 점점 더 눈에 띔).[12]

- 현재: 정부 지원과 대중의 주목으로 디자이너 패션의 성장; 대한민국 패션 산업이 세계에서 자리매김하고 있음.[13]

### 패션쇼
- 1955년: 대한민국에서는 공식적으로 명명된 디자이너가 사용되었음; 승인된 디자이너로는 노라노, 서수경, 김영애가 있음.[14]

- 1958년: 최초의 패션 경연 대회 개최.[15]

- 1962년: 최초의 국제 패션쇼 개최.

- 1964년: 두 번째 패션 경연 대회 개최.

- 1966년: 한국 패션쇼가 동남아시아 엑스포에서 개최됨.

- 1969년: KAFDA (Korean Designers in New York Association) 설립.[16]

- 1970년: 한국 패션쇼가 일본 '70 엑스포에서 개최.

- 1972년: 농민 패션쇼가 지역 개발 연구 협회에서 개최되고 KPD(부산 디자이너 협회) 설립.

- 1983년: 최초의 직물 및 패션 디자인 경쟁 전시회 개최.

- 1987년: Ssangbangul(쌍방울)이 개장되어 최초의 다양한 천 패션쇼 개최.

- 1990년: S.F.A.A 컬렉션 개최https, 이신우 디자이너가 도쿄 컬렉션에 참여; 도쿄 컬렉션 덕분에 대한민국의 패션이 널리 알려지게 됨.

- 1992년: 대전 엑스포 교복 페스티벌 개최 및 한국 디자이너가 해외로 진출.

- 1993년: 한국 디자이너들이 파리에서 프레타포르테(레디 투 웨어 패션)에 참여.

- 현재: 대한민국 디자이너들이 많은 국가에서 한국 스타일을 선보이며 패션쇼를 개최.[17]

- 2011년: 한복 패션쇼가 대한민국 서울에서 개최됨. 한복은 대한민국의 전통 의상으로 간주됨.[18]

## 디자이너
1990년대 초에는 디자이너 이신우가 도쿄 컬렉션에 참여했다. 이신우, 이영희, 진태옥, 홍미화 등이 파리의 프레타포르테에 참여했다. 대한민국 디자이너들은 전 세계적으로 자신들의 디자인이 선보이며 활발하게 활동했다. 대한민국 정부는 장려금을 시작했으며, 1990년대 말에는 통화 위기로 장려금이 감소했다. 최근에는 정부가 디자이너를 지원하고 국내 경제에서 성공하지 못한 디자이너들도 해외로 진출하기 시작하고 있다.
- 문영희는 한국적인 아이디어를 현대적으로 표현하는 디자이너이다. 1960년대 말까지 화신레노(Wha Shin Renaun)에서 디자이너로 일하다가 1974년 '문 부티크(Moon boutique)' 레디메이드 의류 브랜드를 창립했다. 1992년에는 '문영희' 디자이너 브랜드를 설립했다.[21]

- 안드레 김 (1935년 8월 24일 (경기도 고양시) – 2010년 8월 12일)은 대한민국 서울 출신의 패션 디자이너로 주로 저녁 드레스와 웨딩 가운 컬렉션으로 알려져 있었다.[22]

- 리상봉은 한국의 패션을 글로벌 패션 산업의 핵심인 프레타포르테(ready-to-wear)에서 선보이는 주요 디자이너이다. 리는 서울예술대학교를 졸업하고 1983년에 중앙디자인 공모전에서 상을 받으며 패션 디자이너로 데뷔했다. 1993년 서울 패션위크에서 '환생(The Reincarnation)'이라는 첫 컬렉션을 선보이며 한국의 패션 커뮤니티의 주목을 받았다. 그는 1999년 서울시장에 의해 "올해의 디자이너"로 지명되었다. 마침내 2002년에는 파리에 데뷔하고 첫 번째 타이틀 '잃어버린 회고록(The Lost Memoir)'을 선보였다. 2006년에는 리상봉은 한글 디자인 의류를 처음 선보이며 글로벌 디자이너로 자리매김했으며, 김연아에게 맞춤 디자인을 제공했다. 리상봉은 안드레 김의 사후로 '영향력 있는 디자이너'로 부상하고 있다.[23]

- 스티브 J & 요니 파는 결혼한 디자이너로 기발하고 독특한 옷을 만든다.[24] 2013년 3월 27일(오후 4:00)에 이유도 IFC에서 2013 FW 컬렉션을 개최했다. 스티브 J & 요니 P의 2013 FW 컬렉션 주제는 '클래식 미트 펑크'이다.[25]

- 디자이너 이석태는 L'ecole de la Chambre Syndicale de la Couture Parisienne와 L'ecole de studio berco에서 졸업했으며 파리에서 젊은 프랑스 디자이너 공모전에 선발되어 소니아 리키엘과 크리스찬 디올의 파리 본사에서 일한 경험이 있다. 그는 1997년에 자신의 브랜드를 선보이고 한국 패션 협회에서 홍콩 패션 위크에서 컬렉션을 선보이도록 선발되었다. 그는 이후 강남에 자신의 매장을 개장하고 서울의 '10 소울 디자이너' 중 하나로 선정되었다.[26]

- Andersson Bell은 한국 디자이너 브랜드로 한국과 스칸디나비아 문화에서 영감을 받은 옷으로 인기를 끌고 있으며 유럽 시장에서 잘 팔리고 있다. 이 브랜드는 Net-A-Porter 온라인 쇼핑 플랫폼에도 입점되어 있다.[27]

## 슈퍼 탤런트 패션 위크
슈퍼탤런트 패션위크는 세계적으로 개최되는 의류 전시회로, 전 세계의 수퍼모델 인플루언서, 사진작가, 아트 디렉터 및 스타일리스트를 대표하며 여러 국가에서 패션 이벤트를 개최한다. 주최자들은 산업 단체와 협력하며 지역 및 국가 정부와 협력한다. 서울에서부터 파리의 에펠탑, 모데나의 페라리 오토, 칸, 밀라노, 베니스, 로마까지 세계적인 수퍼모델 인플루언서의 선두주자로 자리매김하고 있다. 한국 국제 전시장, 대구 직물단지, 인천 국제공항에서 개최되었다. 한국, 에펠탑, 갈러리 라파예트, 파리, 정프라우, 스위스 등에서 개최되었다.

### 서울 패션 위크
서울 패션 위크는 매년 봄/여름과 가을/겨울 시즌에 두 번씩 개최되는 글로벌한 패션 이벤트이다. 1987년 시작된 이 이벤트는 서울 시에서 후원하고 Inotion World Wide가 주최한다. 이 패션 위크는 한국에서 3월과 10월에 개최되며 그 후에는 뉴욕, 파리, 런던, 밀라노에서 개최된다. 이 이벤트는 포용성과 다양성을 강조하며 하이패션과 스트리트 스타일을 결합한다. 서울 패션 위크는 세 가지 부분으로 나뉜다:
1. 서울 컬렉션: 고급 한국 패션 이벤트로, 이 컬렉션은 한국의 가장 큰 패션 중 하나이다.
2. 제너레이션 넥스트는 한국 디자이너를 위한 신진 패션 디자인 프로그램이다. 5년 미만 경력의 디자이너를 중점적으로 다룬다. 독특한 외모와 창의적 사고가 이 부문에서 강조된다.
3. 서울 패션 페어는 한국 패션 기업을 소개하는 전시회이다. 이 페어의 임무는 글로벌 패션 시장에서 경쟁하기 위해 비즈니스 파트너십을 구축하는 데 도움을 주어 한국 패션 기업을 성장시키는 것이다. 이 페어에서 기업들이 자리를 얻기가 쉽다.

### 대한민국 패션 트렌드 대전
대한민국 패션 디자인 대전은 대한민국의 신진 디자인 재능을 찾는다. 이 대회는 1983년에 시작되었으며 2004년부터는 신진 디자이너들의 진흥을 위해 대한민국 정부의 지원을 받고 있다. 이 대회의 목표는 다음과 같다.
1. 유망한 신진 한국 디자이너를 발굴한다.
2. 이러한 디자이너들에게 전략적이고 계획적인 멘토링, 광고 및 마케팅 지원을 제공한다.
3. 한국 패션을 국제적인 규모로 선보여 한국 패션이 고부가가치 산업임을 세계에 보여준다.[38]

### 코리아 스타일 위크 2013
코리아 스타일 위크는 2013년에 한국의 COEX에서 개최된 전시회였다. 이것은 한국에서 처음으로 패션쇼 형식과 박람회 형식을 결합했다. 이것은 새로운 디자이너와 온라인 패션을 쉽게 찾을 수 있도록 하기 위해 이루어졌다. 코리아 스타일 위크는 기업들에게 제품을 대중에게 소개할 수 있는 기회였다. 스타일링 클래스, 런웨이, 플리마켓 등의 이벤트를 만들어 기업들이 제품을 소개했다.

### K-Pop: 서울 패션 콘서트의 K-컬렉션
K-컬렉션은 마지막으로 2012년 3월 11일에 서울의 올림픽 경기장에서 개최되었다. 이 이벤트는 한국 관광공사가 주최하였으며 MBLAQ, Infinite, Big Bang, IU, Girls’ Generation, Miss A 등의 K-Pop 아티스트들의 공연이 있었다. 패션쇼에는 2PLACEBO, 8seconds, Kappa, Skin Food 등의 컬렉션이 소개되었다.

## K-pop과 패션 세계

### 2NE1 패션 웨이브
2NE1은 Givenchy와 Balmain과 같은 하이엔드 패션 브랜드를 한국 관객에게 소개했다. Harper's Bazaar에 따르면 "한국 스타일은 스트릿웨어와 럭셔리의 혼합체"이다. 그들은 또한 유럽 브랜드와 스트리트웨어 브랜드를 결합하는 경향을 강조한다.

### 블랙핑크와 멀버리
인기 걸그룹 Blackpink의 멤버인 Lisa와 Rose는 Dazed Korea 9월호에 등장했다. 그들의 의상은 Mulberry의 2018 가을/겨울 컬렉션의 조각으로 만들어졌다. 게다가 그들은 올해의 런던 Mulberry 쇼의 프런트 로에서 앉았다. 영국 패션 하우스의 크리에이티브 디렉터인 Johnny Coca의 목표는 Mulberry를 영국에서 두드러진 브랜드로 만드는 것뿐만 아니라 한국과 같은 국제적인 곳에서도 인식을 얻는 것이었다. Vogue의 기사에 따르면 Coca는 "한국이 수익 측면에서 두 번째로 큰 국가였기 때문에 그 확장에 참여하고 브랜드와 그 유산에 대해 한국 고객에게 더 많이 소통하는 것이 중요했다".

### 위너와 버버리
다른 유명한 영국 패션 하우스인 Burberry는 인기 K-pop 그룹 Winner의 멤버 Mino와 Hoony가 참여한 패션쇼에서 소개되었다. 그들은 브랜드의 쇼를 위해 Burberry 2018 봄/여름 컬렉션으로 차려 입었다. 게다가 그들은 영국에 도착한 즉시 2018 봄 컬렉션의 일찍 접근 권한을 얻었다. Vogue의 기사에 따르면 "두 사람은 런던 주변에서 시간을 보내면서 화제의 아이템 중 일부가 되기로 예상되는 조각들을 여러 장면에서 공유했다..."

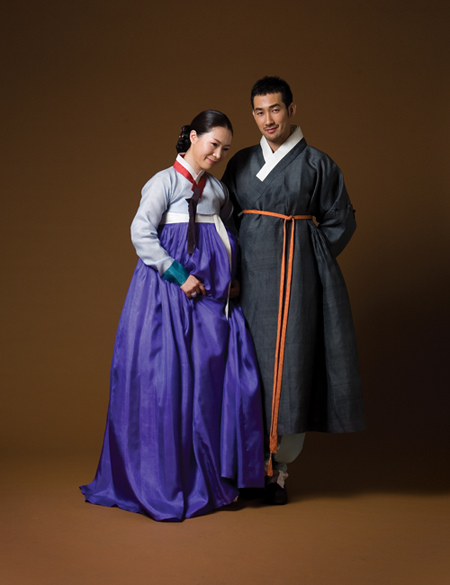
한복, 한국의 전통 의상
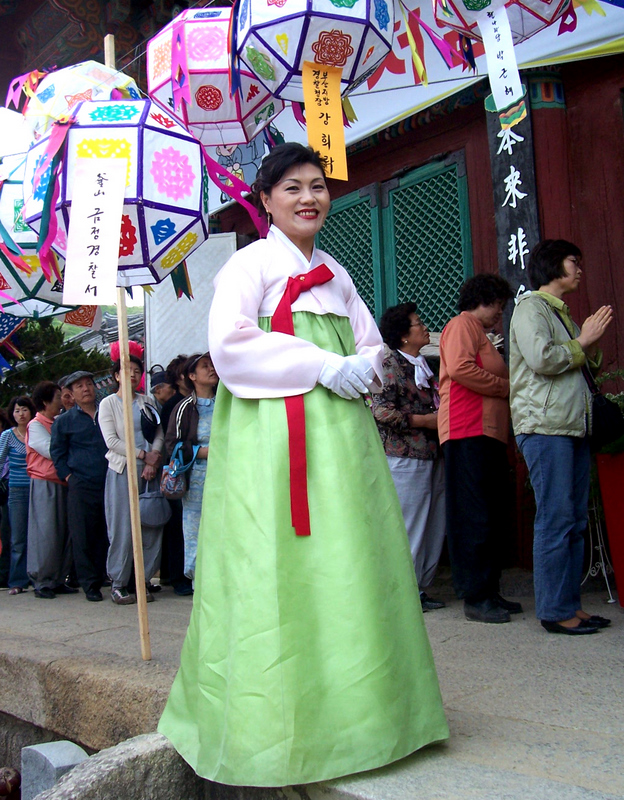
한복

## 같이 보기
- 슈퍼탤런트 오브 더 월드
- 한국의 의상 목록
- 앙드레 김
- 이랜드그룹

## 참조
- 미스 슈퍼탤런트 패션위크
- 한국 의류 목록
- 서울의 쇼핑
- 앙드레 김
- 이랜드그룹
- 한국 온라인 패션 소매업체 목록